# 熊垓
熊垓（1882年—?） 字畅九，江西高安人，清朝及中华民国法学家、外交官。

## 生平
1899年，江西籍的熊垓、李盛衔作为湖北官费生赴日本留学。 光绪二十五年四月（1899年），熊垓来到日本，在日本由使馆官费资助，入东京法学院学习。在日本留学期间，他加入了东京青年会。 归国后，他任宪政编查馆编制局副科员。
中华民国成立后，他曾在北京政府外交部任职。1924年5月底，北京政府外交部秘書熊垓与日本驻华公使館參贊太田爲吉就日本關東大地震傷害華僑案與長沙案進行晤談。

## 著作
- 〔日〕末广铁肠，雪中梅，熊垓译，江西尊业书局，1903年
- 熊垓，勸江西鄉人留學日本啓: 附留學便覽，